# Universidad de Nîmes

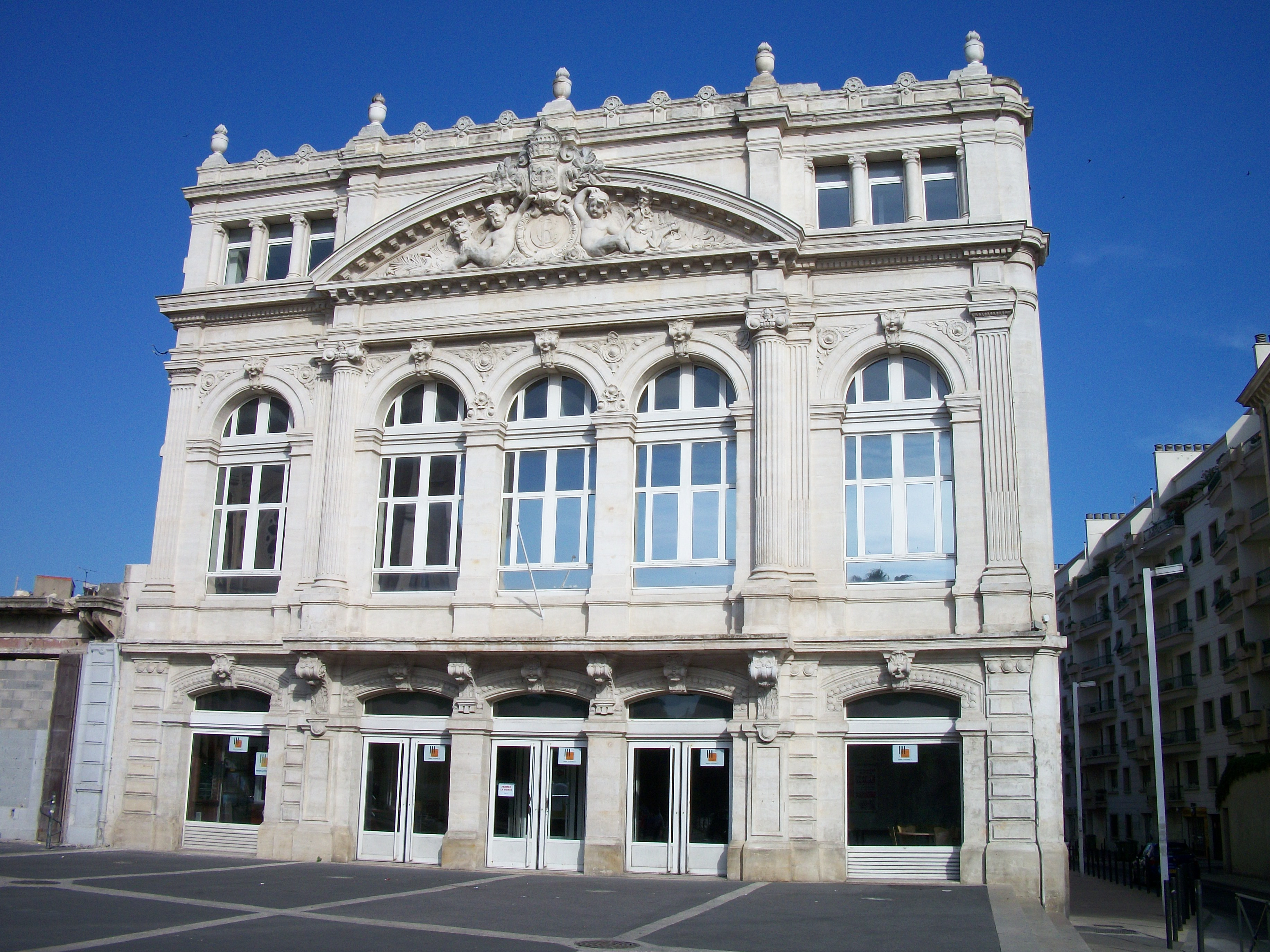
Edificio Carmes.

La Universidad de Nîmes (Université de Nîmes, acrónimo Unîmes) es una universidad francesa, en la Academia de Montpellier. Fue fundada el 7 de mayo de 2007 como sucesora del Centro Universitario de Nîmes (Centro Universitaire de Formación et de Recherche de Nîmes), creado en 2002 a partir de la reagrupación de las sedes locales de las tres universidades de Montpellier. Ese Centro asociado ya fue conocido como Unîmes. 

## Historia
Los primeros centros universitarios abiertos en Nîmes fueron parte de la Universidad de Montpellier. Los primeros departamentos de IUT que se abrieron en 1968 fueron para impartir Derecho, estudios que se completaron en 1971 con la apertura de un primer ciclo completo de Derecho. Desde 1972, la ciudad también cuenta con un ciclo completo de Medicina. La IUT se convirtió en una IUT de servicio completo en 1992.

## Campus
Los edificios, escuelas y facultades de la universidad se distribuyen en cuatro campus por la aglomeración de Nîmes. Su ubicación principal es Fort Vauban, al norte de la ciudad de Nîmes; tiene un campus secundario en Les Carmes, en el centro de la ciudad, así como un pequeño campus en el parque científico Georges Besse, al sur de la ciudad. Un cuarto campus, denominado Hoche, abrió sus puertas a principios del curso 2013-2014 y está ubicado en un distrito ecológico en proceso de importante remodelación, plaza Doumergue, en el centro de la ciudad.